# Marco Furio Bibaculo
Marco Furio Bibàculo (in latino Marcus Furius Bibaculus; 103 a.C.?) è stato un poeta romano.

## Biografia
Il cognomen Bibàculo è diminutivo dell'aggettivo bibax, "bevitore": questo ci informa probabilmente che suo padre (o egli stesso) fosse incline all'abuso del vino.
Secondo quanto riferisce Girolamo, nacque a Cremona nel 103 a.C., ma tale data è da spostare di circa trent'anni, più o meno nel 73 a.C. Fece parte del circolo dei poetae novi, dove ebbe come maestro Valerio Catone, ed è probabilmente da identificare con il Furio cui si rivolge Catullo nel carme 11.

### Opere
Scrisse violenti epigrammi satirici contro Augusto e forse contro Cesare, che a noi non sono pervenuti.
Secondo quanto attesta Plinio il Vecchio, fu autore anche di un'opera in prosa, Lucubrationes ("Veglie"), e di un poema epico sulla guerra gallica di Cesare, gli Annales, di cui restano però pochissimi frammenti.
È dubbio se sia anche da identificare con il personaggio deriso da Orazio e quel poeta Furio Alpino che lo stesso Orazio chiama turgidus Alpinus e afferma essere autore di un poema mitologico, Aethiopis ("Etiòpide"), incentrato sulla figura di Memnone, e di una poesia sul Reno.

### Fortuna
Giovanni Pascoli rievoca il personaggio assieme ad altri importanti esponenti della cultura di età augustea nel poemetto latino Sosii fratres bibliopolae (Libreria fratelli Sosii) del 1900.
In esso Pompeo Varo, ormai vecchio reduce delle guerre civili, mostra a Furio Bibaculo una copia delle Satire di Orazio appena uscita dalla bottega, e ottiene da lui una sprezzante critica su di esse. Due vecchi grammatici, sostenitori della vecchia poesia, Orbilio e Valerio Catone, brontolano contro le nuove mode e se ne vanno, scuotendo la testa. Furio Bibaculo compiange la sorte dei due vecchi maestri, ora ridotti in miseria, e se ne va.